# Comuna Ploske, Svaleava
Ploske (în ucraineană Плоске) este o comună în raionul Svaleava, regiunea Transcarpatia, Ucraina, formată din satele Iakivske, Olenovo, Pavlovo, Ploske (reședința) și Ploskîi Potik.

## Demografie
Componența lingvistică a comunei Ploske
     Ucraineană (99,72%)
     Alte limbi (0,23%)
Conform recensământului din 2001, majoritatea populației comunei Ploske era vorbitoare de ucraineană (99,72%), existând în minoritate și vorbitori de alte limbi.